# 굼바
굼바(영어: Goomba, 일본어: クリボー)는 마리오 시리즈에 등장한 캐릭터다. 버섯인간이며 몸이 머리와 몸통 뿐인 데다가 몸통에는 두 다리만 달려 있다. 원래는 오직 걸어가는 것만 가능한 생물이지만 마법에 의해 여러가지 바리에이션이 생겨났다.

## 종류
쿠파 군단 소속 굼바
- 펄럭굼바
- 꼬리굼바
- 고양이굼바
- 점보굼바
- 땅콩굼바
- 신발굼바
- 굼보
- 밤바
  - 펄럭밤바
  - 낙하밤바

점보밤바
- 감바
  - 땡감바
- 킹굼바
- 호박굼바
- 타워굼바
- 좀비굼바

쿠파 군단 소속이 아닌 굼바
- 먹깨굼바
- 칙폭굼바
- 너굴바
- 드림굼바
- 굼비
- 굼바대장
- 가시굼바
- 박치기굼바
- 하이퍼굼바
- 그림자굼바
- 어둠굼바
- 레드굼바 & 블루굼바

아군 굼바
- 굼바리오
- 굼벨라
- 굼밥

키노피오

## 능력
특별한 능력 없이 좌우로 이동하는 적이다.

## 등장
'슈퍼 마리오브라더스'에서 처음 등장한 이후로 지금까지 등장하는 적이다. 플레이어가 밟거나, 파이어볼로 쓰러트릴 수 있고, 엉금엉금의 등껍질로 해치울 수도 있다. '마리오 슈퍼스타 베이스볼'에서는 적이 아닌 플레이 가능 캐릭터로 등장한다. Wii U의 게임 중 하나인 슈퍼 마리오 3D 월드에서는 지정된 맵에서 굼바를 밟아 굼바 머리를 써 적에게 공격을 받지 않을 수 있다.

## 정체
버섯 왕국의 키노피오들이 쿠파의 저주를 받아 동족을 배신하고 쿠파의 부하가 된 버섯인들이다. 이들은 쿠파의 저주로 인해 얼굴이 갓으로 옮겨갔으며 초기작에서는 단일 적이었으나 후속작에서는 굼바들끼리 탑을 쌓고 다니는 경우도 있다.

## 제작
굼바는 비디오 게임 '슈퍼 마리오브라더스'에 처음 도입되었으며 엉금엉금이 적으로써 다루기 곤란하다는 테스터들의 언급 이후 추가된 마지막 적이다. 딱 그림 2장이 들어갈 정도의 공간만 남았는데, 좌우로만 움직이는 굼바를 쓰기로 했다. 디자이너들은 굼바를 가장 기본적인 적으로 도입하기로 결정하였다.